# Marienthal (Moselle)
Pour les articles homonymes, voir Marienthal.
Marienthal est une ancienne commune française du département de la Moselle, étant rattachée à celle de Barst depuis 1811.

## Toponymie
Anciennes mentions : Mariendale (1682), Mariendal (xviiie siècle), Mariendhal (1779). En francique lorrain : Märjendall.
Ce village aurait pour origine une ferme nommée Vorenhof qui fut acquise au XIVe siècle par le prieuré de Marienthal au Luxembourg, il porterait depuis cette époque le nom du couvent. Cependant, ce descriptif historique concerne en réalité le domaine de Marienthal à Thionville, il s'agit donc d'une confusion entre les deux.

## Histoire
Marienthal dépendait du marquisat de Faulquemont et était en 1682 le siège d'une justice haute, moyenne et basse. Après 1750, ce village dépendait du bailliage de Boulay sous la coutume de Lorraine. Sur le plan spirituel, la cure de Marienthal dépendait de l'archiprêtré de Varize, puis de celui de Saint-Avold ; par ailleurs les fonctions de curé étaient remplies par le vicaire de Seingbouse.
La commune de Marienthal fut réunie à celle de  Barst le 9 décembre 1811. Plus tard, vers 1817, le village comprenait une population de 107 individus répartis dans 25 maisons, ainsi qu'un territoire productif de 118 hectares dont 20 en bois.

## Démographie
| 1793 | 1800 | 1806 |
| ---- | ---- | ---- |
| 339  | 105  | 107  |

## Édifice religieux
Église paroissiale Saint-Michel